# No perturbativa

La función e^{−1/x²}. La serie de Taylor es idénticamente cero, pero la función no está.

En matemática y en física, una función matemática o proceso no perturbativo es uno que no se puede describir con precisión por la teoría de la perturbación.) Un ejemplo es la función de
{\displaystyle f(x)=e^{-1/x^{2}}}.
La serie de Taylor en x = 0  para esta función es exactamente cero a todas las órdenes en la teoría de perturbaciones, pero la función es distinto de cero si x ≠ 0.
La implicancia de esto para la física es que hay algunos fenómenos que son imposibles de entender por la teoría de perturbaciones, independientemente del número de órdenes de la teoría de perturbaciones que utilizamos. El instantón es un ejemplo.
Así, en física teórica, una solución o teoría no perturbativa es uno que no requiere la teoría de perturbaciones de explicar, o no se limita a describir la dinámica de las perturbaciones en torno a algunos de fondo fijo. Por esta razón, las soluciones y teorías no perturbativas, dan pistas sobre las áreas y materias no explorables mediante métodos perturbativos.